# Пол Тіббетс
Пол Ворфілд Тіббетс (англ. Paul Warfield Tibbets; 23 лютого 1915 — 1 листопада 2007) — бригадний генерал ВПС США, учасник Другої світової війни, командир 509-ї Змішаної Групи для нанесення ядерної атаки по Японії. Пілот «Еноли Ґей», першого бомбардувальника, що скинув першу у світі ядерну бомбу на японське місто Хіросіма.

## Біографія

### Молоді роки
Пол Ворфілд Тіббетс народився 23 лютого 1915 року в місті Квінсі на заході штату Іллінойс, США, в сім'ї Пола Тіббетса і Еноли Ґей Хаґґард. Він ріс у Седар Репідс штату Айова, де його батько займався гуртовим продажем цукерок. У 1930 році сім'я переїхала до міста Де-Мойн того ж штату, а згодом до Маямі штату Флорида. Молодий Тіббетс відвідував Флоридський університет в Ґаінесвіллі і з 1934 року був членом студентського мілітарного братства Сігма Ну (ΣΝ).

### Військова кар'єра

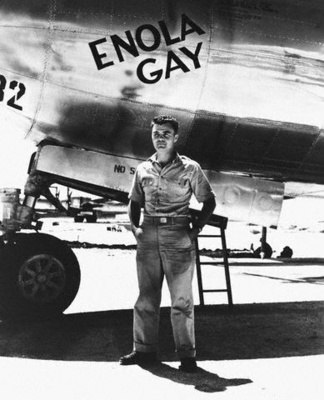
Полковник Тіббетс на тлі «Еноли Ґей»

25 лютого 1937 року Тіббетс був зарахований до кадетів-авіаторів Авіації армії США в форті Томас штату Кентукі. За рік він отримав звання молодшого лейтенанта і свій літак в містечку Келлі Філд в штаті Техас. В березні 1942 роу Тіббетса призначили командиром 340-го бомбардувальної ескадрильї, 97-ї важкобомбардувальної групи бомбардувальників B-17 «Літаюча фортеця». 17 серпня 1942 року він керував головним бомбардувальником 8-ї повітряної армії США в операції проти Німеччини з території Великої Британії, а також брав участь в операціях над Середземним морем, поки не був відкликаний назад до США для тестування нових бомбардувальників В-29 «Суперфортеця». Тіббетс мав репутацію одного з найкращих американських авіаторів і був особистим пілотом генерала Дуайта Ейзенхауера під час Другої світової війни.
У вересні 1944 році полковнику Тіббетсу було доручено командування підрозділом на авіабазі Вендовер штату Юта, що був пов'язаний із «Манхеттенським проєктом». Згодом цей підрозділ був переформований на 509-ту Змішану Групу, яка мусила здійснити ядерний удар по Японії. 5 серпня 1945 року Тіббетс назвав літак В-29, призначений для проведення першого у світі ядерного бомбардування, на честь своєї матері «Енола Ґей» і 6 серпня вилетів на ньому з авіабазі Тініан на Маріанських островах бомбардувати Хіросіму. Ядерна бомба «Малюк», скинута «Енолою Ґей» о 8:15 того ж дня, призвела до загибелі десятків тисяч мешканців японського міста.
У 1959 році Тіббетс отримав звання бригадного генерала, працював військовим аташе в Індії, а 31 серпня 1966 року полишив лави ВПС США.
Він був одружений з Люсі Вінґейт, з якою розлучився 1953 року. Другою дружиною Тіббетса була Андреа.

### Подальше життя

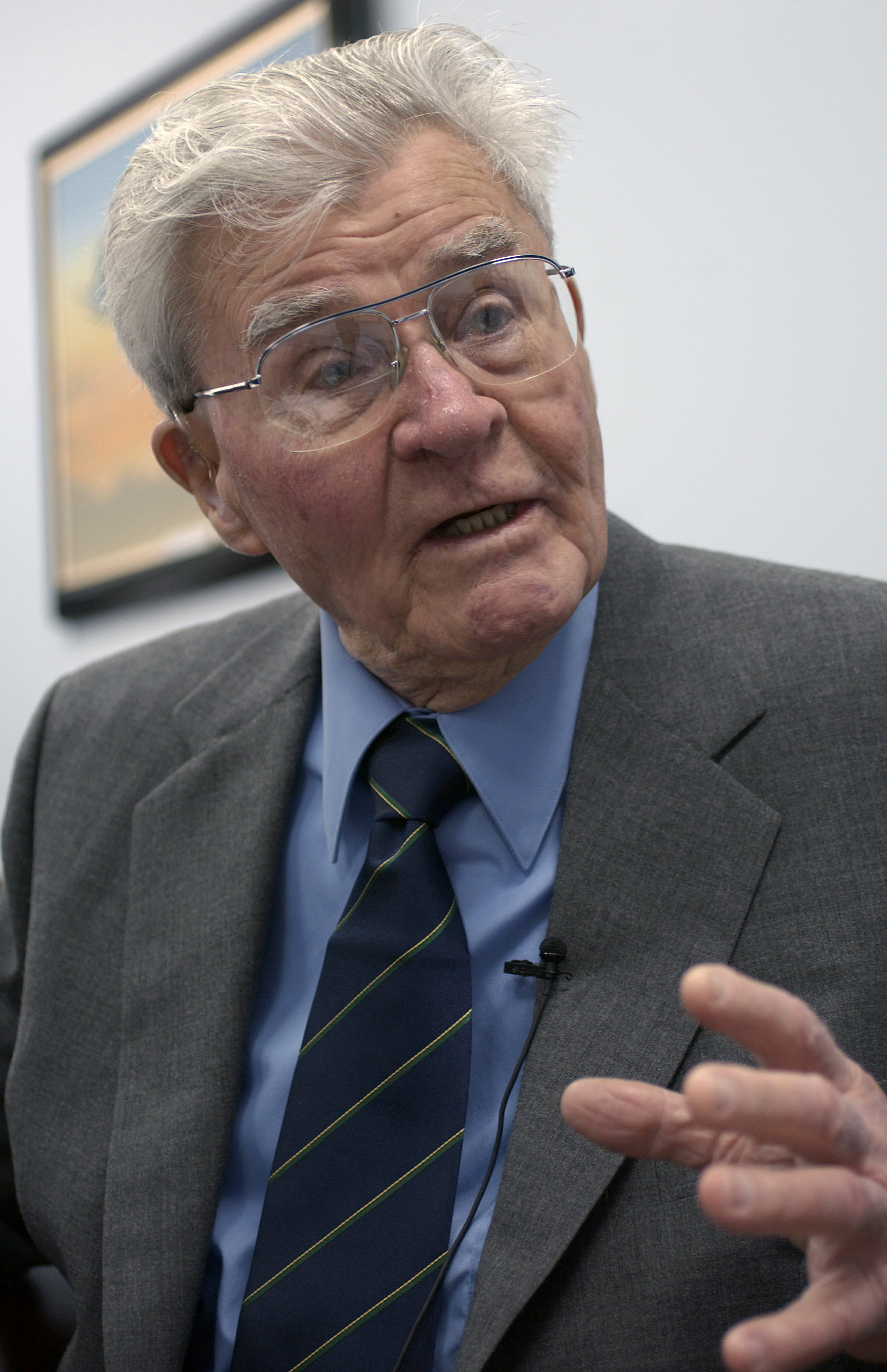
Тіббетс у 2003 році.

З 1966 по 1970 роки Тіббетс працював на підприємство «Екзек'ютів Джет Авіейшн» в місті Колумбус штату Огайо. Згодом він звільнився і повернувся до Маямі у Флориді, проте затримався там лише до 1974 року. Повернувшись до Колумбусу, він став президентом вищезгаданого підприємства з 1976 по 1987 роки.
У 1976 році Тіббетс взяв участь у розважальному авіашоу в Техасі, де на літаку В-29 імітував скинення ядерної бомби на Хіросіму. Через це уряд США був змушений вибачитися перед Японією. Сам Тіббетс заявив, що виступ на авіашоу образою не вважає.
На 2006 рік онук Тіббетса, Пол Тібетс IV, був командиром 393-го бомбардувальної ескадрильї на авіабазі Вайтмен в штаті Місурі, однієї з двох ескадрилей 509-ї Змішаної Групи, якою командував його дід.
Протягом життя Тіббетс давав багато інтерв'ю з приводу бомбардування Хіросіми. В жодному з них він не жалкував за здійснену операцію і не співчував учасникам трагедії. В інтерв'ю 1975 року він говорив:
|  | Я гордий тим, що я зміг розпочати з нічого, спланувати це (бомбардування) і виконати роботу так досконало як я її виконав... Я добре сплю кожну ніч. |

В інтерв'ю 2005 року Тіббетс заявив:
|  | Якщо я буду поставлений в такі самі умови (як перед бомбардуванням Хіросіми), то, диявол, я зроблю це знову! |

1 листопада 2007 року Тіббетс помер у власному будинку в Колумбусі штату Огайо. За його заповітом він відмовився від похорону і могили, яка б могла стати місцем паломництва прибічників антиядерного руху. Тіббетса кремували і розсипали його прах у водах Ла-Маншу.

## Нагороди
Командний пілот
- Хрест «За видатні заслуги»
- Хрест «За авіаційні заслуги»
- Медаль ВПС
- Пурпурове серце
- Легіон заслуг
- Похвальна медаль армії
- Медаль європейсько-африкансько-середньосхідної кампанії
- Медаль азійсько-тихоокеанської кампанії
- Медаль оборони Америки
- Медаль американської кампанії
- Медаль перемоги у Другій світовій війні

### Відео
- Інтерв'ю з П. В. Тіббетсом(англ.)
- Інтерв'ю з екіпажем «Еноли Ґей»(англ.)